# K. 베를링언-호이스든-졸더
K. 베를링언-호이스든-졸더는 벨기에의 해체된 축구단이다.